# 香港特別行政區成立二十七周年紀念
香港特別行政區成立二十七周年紀念是香港特別行政區在2024年為慶祝香港特區成立二十七周年而舉行的一系列活動。這是《維護國家安全條例》（基本法第23條）通過後香港首次慶回歸。

## 慶祝回歸相關活動

### 慶回歸活動啓動儀式
慶祝香港回歸中華人民共和國27周年活動于2024年6月30日舉行啟動禮。活動主禮嘉賓包括李家超、香港中聯辦主任鄭雁雄、中央駐港國安公署署長董經緯、外交部駐港公署特派員崔建春、解放軍駐港部隊副政治委員王兆兵、香港中聯辦副主任何靖等。慶回歸活動以萬千氣象看中華為主題、一連四天。

### 中央贈送香港大熊貓
李家超7月1日宣佈，中央政府同意再次送贈一對大熊貓予香港特區，數月後將會來到香港。他指今年是中華人民共和國成立75週年，中央送贈大熊貓予香港特區更是別具意義。文化體育及旅遊局局長楊潤雄稱，這充分顯示中央政府對香港特區的厚愛，政府正密鑼緊鼓展開相關準備工作，相信新一對大熊貓的加入將會吸引大批旅客和市民來訪，為香港的旅遊業注入動力。
全國人大常委會委員、民建聯立法會議員李慧琼，港區全國人大代表召集人、民建聯副主席陳勇以及民建聯立法會議員鄭泳舜對此表示支持和鼓舞，感謝中央對香港關心和厚愛。
海洋公園前董事會主席盛智文認為，中央再次贈送一對大熊貓，證明對香港的重視。「香港需要更多人到來旅遊，人們都喜歡看熊貓，他們會帶孩子來香港看熊貓，而且沒有多少城市有熊貓，我認為這對香港來說，帶來很多好處。」

### 升旗儀式
早上約七時，香港中聯辦主任鄭雁雄與盧新寧、尹宗華等多名副主任一同出席升旗禮。外交部駐港公署亦同步進行升旗儀式，特派員崔建春帶同全體署員及他們的隨行家屬到場觀禮。解放軍駐港部隊舉行升國旗儀式，慶祝中國共產黨成立103週年，慶祝香港回歸祖國27週年。
當日，多間大專院校舉行升旗禮慶回歸，包括香港大學、香港科技大學、香港浸會大學、香港都會大學等。

### 特區政府慶祝酒會
行政長官李家超和政府高層官員1日升旗儀式和慶祝酒會，慶祝香港特別行政區成立27週年。特區政府早上8時於灣仔金紫荊廣場舉行升旗儀式，隨後在香港會議展覽中心舉行酒會慶祝。全國政協副主席梁振英、香港中聯辦主任鄭雁雄、前行政長官林鄭月娥、前行政長官曾蔭權、終審法院首席法官張舉能、立法會主席梁君彥等均有出席。

### 政府公佈2024年授勳及委任太平紳士名單
政府公佈502人授勳名單，其中有5人獲頒大紫荊勳章，包括行會成員兼立法會「班長」廖長江、全國港澳研究會顧問劉兆佳、岩土工程和水利專家李焯芬、恆基地產董事會主席李家傑及福建社團聯會榮譽主席林樹哲。李家傑回應指十分感謝政府，稱非常榮幸為國家及香港服務，亦感謝社會各界、家人及集團所有人的大力支持，將繼續與各界同心協力，全力支持國家及香港實現更美好發展、共建更美好家園。會德豐地產副主席兼常務董事黃光耀感謝特區政府頒發榮譽勳章，此殊榮對他在過去多年協助社企發展和推廣，為弱勢社羣裝備自己、融入社會所作的貢獻予以認同。身兼香港基本法委員會委員的立法會議員梁美芬感謝行政長官及特區政府，指這個榮譽屬於她的團隊，並感謝地區朋友的支持。

### 慶回歸賽馬
沙田馬場舉行「香港共慶回歸賽馬日」，這項一年一度的盛事共吸引了19926人入場觀賽，包括約4600名內地遊客，共同見證香港「馬照跑」的繁榮熱鬧場面。全日上演11場精彩刺激賽事，投注額16億1千8百萬港元。

### 荃灣區無人機表演
為慶祝香港回歸27周年，荃灣區有350架無人機展示“27”、“27周年紀念”、“香港夢、中國心”的字樣，亦有金紫荊、熊貓、海豚等的圖案。在荃灣海濱長廊，觀賞處荃灣海濱長廊有大批市民觀賞表演。海關關長何珮珊在活動致辭表示，17年來香港雖經歷幾許風雨，但在國家堅實支持下，港人總能憑著堅毅精神迎難而上，克服種種困難和挑戰，香港正邁向“由治及興”新里程，政府已落實“香港無處不旅遊”。

### M+及香港故宮免費入場
西九M+及故宮文化博物館亦免費入場，吸引數千名市民到場。科學館、太空館、濕地公園、康文署的設施亦全部免費。市民這日出行，部分交通亦免費，如在港島乘電車、坐天星小輪尖沙咀來往灣仔航線、12歲以下兒童乘搭大部分港鐵路線。

## 惠民措施

### 非中國籍港澳居民簽發内地通行證件
7月1日，公安部出入境管理局發佈公告，為進一步服務便利內地與香港、澳門間人員交流交往，支持香港、澳門更好融入國家發展大局，2024年7月10日起為港澳永久性居民中的非中國籍人員簽發來往內地通行證件。這是在短短一週內，中央公佈的第二項惠港政策。

### 提高居民赴港澳購物免税額
內地由7月1日起提升居民赴港澳購物的免税額度至12000元，措施先適用於指定口岸。批發及零售界立法會議員邵家輝説，有關措施對零售界是好大的「強心針」，相信可惠及各行各業；亦指這次提升免税額度措施，不應與海南一年10萬元購物免税相比，相信國家政策是整體考慮了各省市的定位安排。

## 各方反應

### 特區政府

#### 行政長官李家超
行政長官李家超於有線新聞發表署名文章《香港回歸以來『一國兩制』實踐取得舉世矚目的重大成就 『一國兩制』巨大優越性不斷彰顯》，高度評價「一國兩制」政策。李家超指，「一國兩制」的實踐取得舉世矚目的重大成就，巨大優越性不斷彰顯，實踐證明是維護國家主權、安全、發展利益、保持香港長期繁榮穩定、解決歷史遺留問題、促進世界和平與發展的好制度。近年在中央領導下，香港實現由亂到治，徹底終結維護國家安全不設防的歷史，擺脫終日政治爭拗的漩渦，迎來全力拼經濟、謀發展的最好時期。長期堅持「一國兩制」這個好制度，必然能實現由治及興。
行政長官李家超出席慶祝酒會致辭時表示，兩年前的今日，國家領導人習近平親臨香港視察，並提出「四個必須」「四點希望」。他指現屆政府以結果為目標，認為有關工作已漸見成效。他回顧2年的工作，包括完成基本法第23條立法，完善地區治理，落實愛國者治港原則；成立全港十八區關愛隊；公屋輪候時間在2026/27年度會降至4.5年；推出鼓勵生育的組合拳；最低工資由「兩年一檢」改為「一年一檢」；大規模招商引資；香港人口較2022年增加超過15萬；在18區舉辦日夜繽紛活動等。他還指出，香港已踏入由治及興的最好發展時機，並搭上全面推動新質生產力發展及深化改革的國家發展快車，強調機遇與挑戰並存，又指必須繼續努力，更有前瞻性，主動把握機遇、發揮優勢，讓廣大市民獲得更多，更有幸福感，讓香港創造更多輝煌成績。

### 香港本土社會人士
香港文化協進智庫高級副總裁韓成科在橙新聞撰文，指出回歸27週年的深刻啓示就是把握发展主軸、破解香港的深層矛盾，進而實現由治及興。
全國港澳研究會顧問劉兆佳在橙新聞撰文指，2024年是香港回歸祖國第27個年頭，隨着中美關係進一步緊張，美西方對香港的惡意攻擊和詆譭將會層出不窮，反擊美西方的工作也應是香港的愛國主義教育和國家安全教育的重要組成部分。
立法會議員江玉歡在橙新聞撰文稱，當我們在回顧香港特區成立27年的發展，應當綜合考慮國際環境的變化、國家的宏觀策略、香港社會內部結構的變遷以及文化的繁衍等，以發展變化的視角理解今天的香港。
「就是敢言」執行主席吳志隆認為，香港作為國際知名的盛事之都，一直以來取得顯著成就，尤其在會展業方面，吸引了大量世界知名的商業展覽。然而，無奈的是，受到2019年的「黑暴」和三年疫情的雙重夾擊，令到盛事經濟發展陷入停滯。吳強調，國家的支持對香港推動盛事經濟至關重要，亦認為香港發展盛事經濟的方向是正確的，香港作為國際大都會，應當保持開放態度，在設計和優化各類活動時要考慮不同的國際需求。